# Marcus Furius Bibaculus
Marcus Furius Bibaculus (i. e. 100 körül – ?) római költő, a neoterikusok egyike.
Munkái közt vannak tréfás és gúnyos versek, epigrammák, jambusok egyaránt, amelyekkel gyakran Julius Caesart vette célba. Feltehetőleg ő írta a Bellum Gallicum (’A gall háború’) című eposzt is, amelynek dagályosságát Horatius gúnyolta ki, szerzőjét pedig „turgidus Alpinus”-nak nevezte. Talán ehhez tartozik az Aithiopis, külön cím alatt említett költemény is. Munkáiból csak töredékek maradtak fenn.